# Aratinga hockingi
La cotorra de Hocking (Aratinga hockingi), también llamada aratinga de Hocking, es una especie del género Aratinga de la familia de los loros (Psittacidae). Habita en selvas de montaña del centro-oeste de América del Sur.

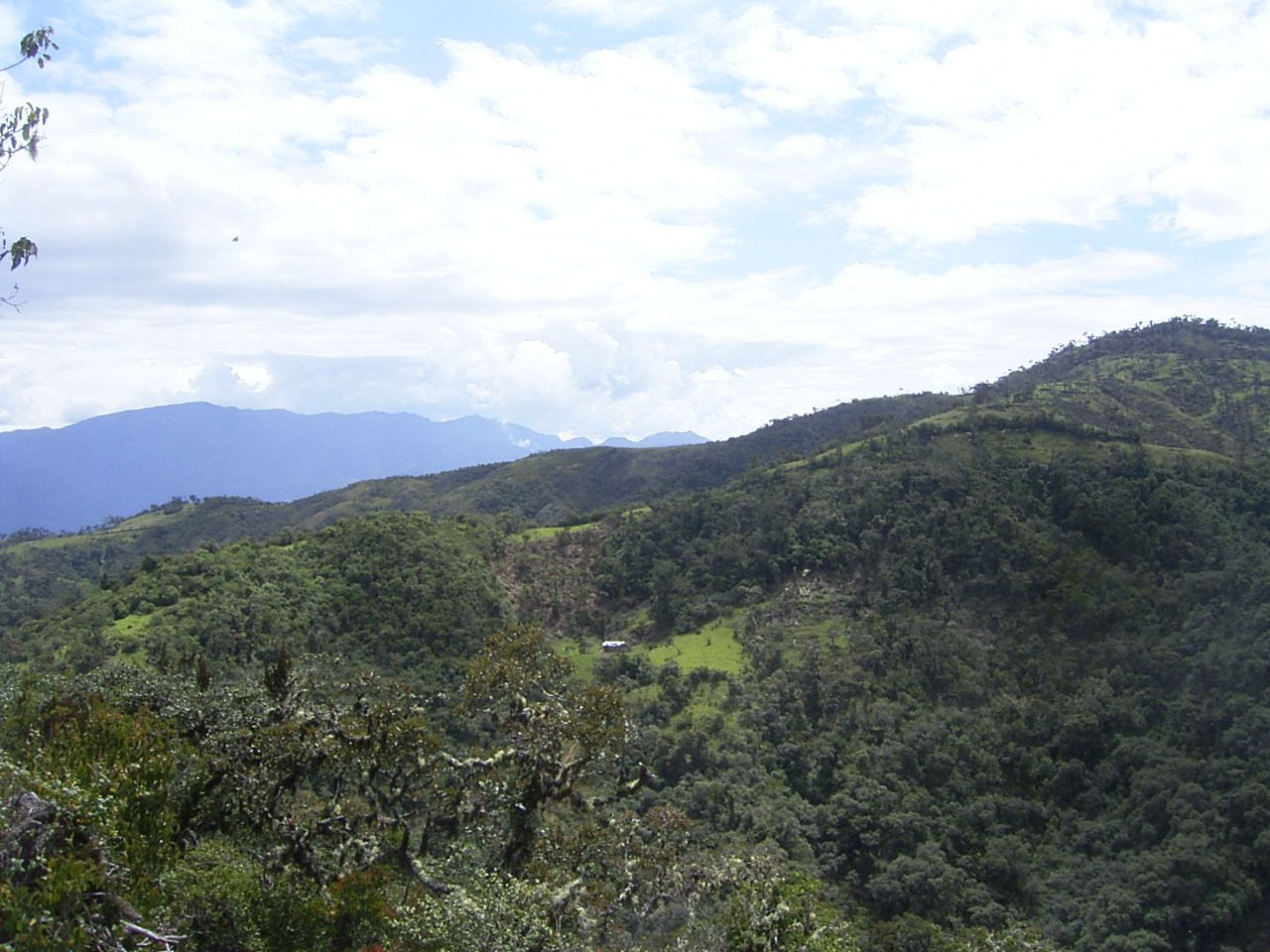
Nuboselva peruana del distrito de Soloco, provincia de Chachapoyas, departamento de Amazonas; el hábitat de este taxón.

## Hábitat y distribución
Aratinga hockingi es endémica del Perú. Se distribuye en la provincia de Chachapoyas, departamento de Amazonas, así como en la cordillera de Carpish, y en el área adyacente al sur de la cresta del alto río Huallaga. También lo hace en los valles andinos orientales en los departamentos de Ayacucho y Cuzco.
Las pieles fueron colectadas en altitudes entre los 1760 y los 3000 m s. n. m.
Parece habitar bosques y selvas nubosas subtropicales, los que se encuentran en una estrecha franja a lo largo de la vertiente oriental de los Andes. Estas características presentan los lugares de avistamiento en el Bosque
Taprag, Bosque Tapicayog y el Bosque Zapatogacha, y observaciones del descriptor a lo largo de la carretera que une La Rioja con Pedro Ruiz, a una altitud de 1950 m s. n. m. Los registros de Ayacucho y Cuzco son de región situadas bajo sombra de lluvia, pero están próximas a las húmedas crestas de la cordillera Central y Vilcanota. Por lo tanto, su hábitat podría ser diferente al de A. mitrata que vive todo el año en bosques montanos secos y bosques abiertos contiguos. Los pobladores de Chosgon informan que mientras Aratinga mitrata se presenta en los valles todo el año, A. hockingi solo lo hace estacionalmente, siendo así simpátrica con A. mitrata solo en el momento de la maduración de los cultivos de maíz, migrado posteriormente a mayores altitudes a través de las montañas.
Se alimenta sobre todo de semillas, y frutas.

## Características

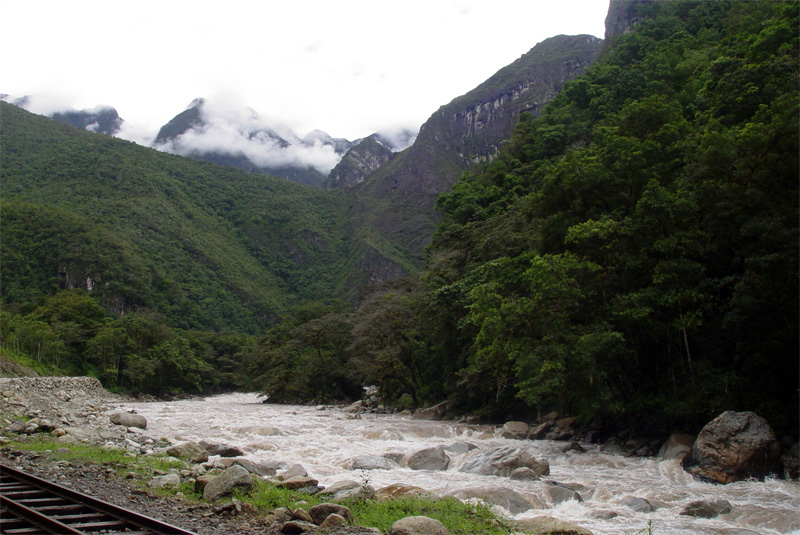
Nuboselva peruana en el valle del río Urubamba; el hábitat de este taxón.

El holotipo —una hembra adulta— presenta un plumaje de color general verde-lima opaco. Lo dorsal es verde-loro, en el lado superior de las alas y cola es más oscuro. Los muslos son completamente verdes. Las patas son negruzcas.
En la cabeza presenta sobre la frente una banda de color rojo geranio en forma de media luna, con 17,7 mm de ancho, la base de la mancha es también de color rojo muy ligeramente más oscuro.
Dos plumas rojas en el sector bajo de la mejilla. El área alrededor de los ojos es verde, y exhibe algunas diminutas plumas rojas. Las plumas de la corona son verdes sin los amplios bordes negro-azulados característicos de A. alticola. El pico es de color cuerno pálido. 
Medidas
- Ala: 186 mm;
- Cola 189 mm;
- Mandíbula superior: 29,2 mm;
- Patas: 14,6 mm

Este taxón se diferencia de todos los demás taxones de Aratinga de plumajes verde y rojo, por la restricción de plumas de color rojo solo a la banda frontal, siendo verdes los muslos y las áreas alrededor de los ojos. El taxón más similar es Aratinga alticola pero esta última tiene la cola más corta, y la banda frontal roja es más estrecha —no más ancha que 16 mm—, y con la base claramente más oscura, además de no poseer la característica forma de medialuna que presenta la de A. hockingi, la que exhibe la base de la mancha roja solo ligeramente más oscura.

## Taxonomía
Este taxón fue descrito originalmente por Thomas Arndt en el año 2006, colocándolo en la categoría de especie plena y monotípica. Había pasado desapercibido al ser un taxón críptico. 
El ejemplar tipo es una hembra capturada por J. T. Zimmer el 22 de octubre de 1922, a una altitud de 5700 pies. El lugar de la captura, por lo tanto, la localidad tipo es: «Chinchao, Huanuco, Perú».
Quince fueron las pieles que se examinaron para su descripción: 
- Torontoy (Cuzco): AMNH 144994;
- Cushi Libertad (Huánuco): AMNH 156058, AMNH 414340;
- Chinchao (Huánuco): FMNH 59546, MHNN 922596;
- Bosque Taprag (Huánuco): MJPL 4284;
- Zapatogocha (Huánuco): MJPL 5706, MJPL 5708;
- Pampa de Chumbes (Ayacucho): MJPL 5701, MJPL 5713;
- Pedro Ruiz (Amazonas): MJPL 24067, MJPL 24068, MJPL 24069;
- Bosque Tapicayog (Huánuco): MJPL 73192;
- Huayabamba (Amazonas): SMF 25781.

Esta propuesta aún no ha recibido un amplio reconocimiento, al menos en parte debido a los problemas relacionados con la identificación a campo de los taxones nuevos, e incertidumbres con respecto a posibles variaciones relacionadas con la edad, por lo que para algunos autores sería solo una subespecie de Aratinga mitrata, por lo tanto: Aratinga mitrata.
Integraría un complejo de especies crípticas y superespecies, el cual estaría compuesto por Aratinga hockingi, Aratinga alticola, Aratinga mitrata, y Aratinga wagleri.

### Etimología
El nombre del taxón hace honor a un amigo de muchos años del autor: el ornitólogo peruano Peter Hocking, de Lima, quien ha trabajado en el Perú para numerosos museos durante décadas. Fue él quien le señaló al autor la existencia de una especie Aratinga aún no descrita.